# Brasema rara
Brasema rara är en stekelart som först beskrevs av Kalina 1984.  Brasema rara ingår i släktet Brasema och familjen hoppglanssteklar. Inga underarter finns listade.